# Beniamino Parlagreco
Beniamino Parlagreco (Caltanissetta, 1856 – Rio de Janeiro, 13 de maio de 1902) foi um pintor, desenhista e aquarelista italiano radicado no Brasil. 
Tio de Francesco Parlagreco e irmão mais velho de Carlo Parlagreco e do pintor Salvatore Parlagreco (1871-1953), atuantes no Brasil nos séculos XIX e XX.
O artista faz parte do numeroso grupo de pintores italianos que, no final do século XIX, vieram exercer sua profissão no Brasil, como Rosalbino Santoro, Antônio Ferrigno, Alfredo Norfini, Gustavo Dall’Ara e tantos outros que aqui se radicaram ou permaneceram algum tempo.

## Biografia
Iniciou seus estudos artísticos na Academia de Belas Artes de Nápoles e lá foi aluno dos pintores italianos e mestres famosos na época, Domenico Morelli (1826-1901) e Filippo Palizzi (1818-1899).
Por ter estudado em Nápoles, ele seguia a escola italiana de pintura. Ao vir para o Brasil, já era artista consagrado na Itália. Chegando ao Rio de Janeiro em 1895, procurou integrar-se no meio artístico. No ano seguinte, realizou sua primeira exposição no ateliê fotográfico de J. Gutierrez (1859-1897), retratista que tornou-se famoso no na capital federal naquela época, levando-a também para Petrópolis e São Paulo.
Mestre dos pintores italianos Antônio Ferrigno e Bigio Gerardenghi, Beniamino Parlagreco criou renome como paisagista e gênero realista na Europa e, simultaneamente, no Brasil, o que não acontecera até então pintando com cor e desenhos corretos, frutos da observação in loco.
Nos poucos anos que passou no Brasil, viajou e pintou muito. Fixava trechos do Rio Paraíba, fazendas, casas de colonos, estábulos, praias, casas de pescadores e cenas urbanas. Viajando pelo interior do Rio de Janeiro e de Minas Gerais, destacou aspectos interessantes da vida campesina da região.
Com apenas 46 anos, o artista morreu no dia 13 de maio de 1902, no Rio de Janeiro, vitimado pela febre amarela.
A trajetória da família seguiu pelas artes, tendo nomes reconhecidos como Salvatore Parlagreco, Francisco Parlagreco e Paulo Rubens Parlagreco.[carece de fontes?]

## Obras e estilo
Beniamino Parlagreco tem papel significativo na representação do interior brasileiro no fim do século XIX. Chega ao Brasil já adulto, aos 39 anos, com predileção por quadros de pequenas dimensões e temas regionais, em especial à pintura de paisagem e de cenas rurais. Entusiasmado com os louvores do público e da crítica, o pintor começou a trabalhar com tenacidade, fazendo da paisagem sua especialidade.
Seu estilo largo e seguro garantiu-lhe, desde a primeira demonstração, um lugar de destaque entre os pintores brasileiros. Ele pintou muito a óleo e seus desenhos feitos a bico de pena ou a lápis são, até hoje, procurados. Muitos alcançam até preços elevados.
Na Itália, já demonstrava preferência pelos temas cotidianos, seguindo os passos de um de seus professores, Filippo Palizzi. O seu interesse pela vida rural e simples era evidente. Recebe formação de ideal classicizante na Academia de Belas Artes de Nápoles e atualiza a sua forma de pintar, empregando pinceladas rápidas. É provável que esse traço não seja herança impressionista, mas derivado de experiências desenvolvidas pelo grupo italiano conhecido como I Macchiaioli (termo que remete à palavra macchia, “mancha” em italiano). O grupo, antes dos franceses, também buscava a captação da luz e a cor natural.
Muitos são os quadros em que focaliza caminhos e estradas onde o mato das beiradas recebe tratamento de grande liberdade e o colorido procura ser fiel ao local, especialmente quando se trata da terra avermelhada. Ao fixar casas de pau-a-pique, estudou suas paredes, destacando com maestria a textura do barro. Deu também às pedras um tratamento mais solto que, só mais tarde, os artistas aprenderiam na Europa.
Parlagreco é rapidamente referenciado por José Maria Reis Júnior em seu livro “História da Pintura no Brasil” (1944), reproduzindo dele dois quadros: “Auto-retrato” e “Na roça”, da Pinacoteca do Estado de São Paulo.
O artista gostava de povoar seus quadros com animais, sempre corretamente colocados e estudados. Sua paleta era sóbria, mas estudava os claros-escuros. Gostava também de escolher paisagens ensolaradas onde a luz deixava algumas zonas iluminadas e outras na penumbra, como no quadro "Na Roça", cujo desenho é marcado e a pincelada solta. Os animais têm tratamento livre e o pintor capta com perfeição a expressão corporal.
A pintura "Na Roça", citada acima, é um exemplo que sintetiza boa parte da produção do artista. O desenho bem acabado contrasta com o preenchimento mais solto e toda a obra se estrutura em diagonais que convergem para o lado direito. As figuras representam o ambiente interiorano pobre, intercalam-se animais e humanos dispostos na diagonal mais baixa, eixo da ação.
Esta obra, assim como outras de Beniamino Parlagreco, aproxima-se das representações do artista Almeida Júnior (1850-1899), contemporâneas a ela. A inclinação pela temática realista faz que ambos os artistas sejam apontados como responsáveis pela popularização do tema rural brasileiro.
No Museu Nacional de Belas Artes, estão expostas duas obras do artista: "Bela Vista" (Nápoles) e "Caminho do Vesúvio", e na Pinacoteca do Estado de São Paulo, figuram alguns trabalhos seus.
A obra "Velha Fazenda" é uma demonstração da sinceridade com que Beniamino Parlagreco mostrava os usos e costumes da vida rural. O caminho barrento, serpenteado através do descampado onde o carro de bois passa, preguiçoso e chiador, é um expressivo aspecto familiar às pessoas do campo.

- Outras obras de Beniamino Parlagreco: 

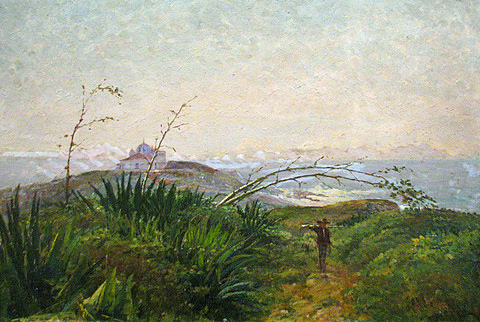
Piteiras (óleo sobre papelão: 34 cm x 51,5 cm)
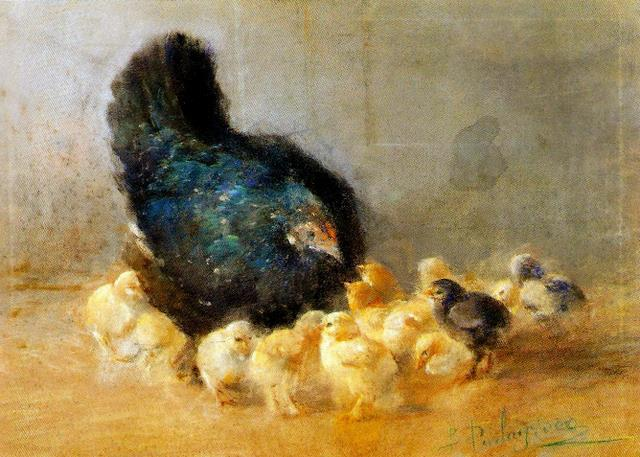
Galinha e Pintinhos, Pinacoteca do Estado de São Paulo
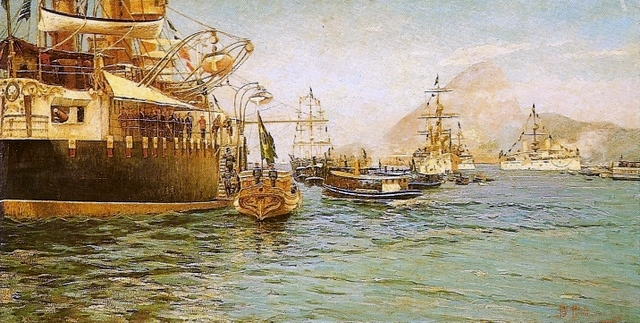
Vista do General Roca, 1890

## Prêmios e exposições
Beniamino Parlagreco participou das Exposições Gerais de Belas Artes, no Rio de Janeiro, de 1897 a 1901. Em 1897, participou da exposição IV EGBA com nove obras: “A seguir para a roça”, "A roda do moinho”, “A missa cantada”, “Brioso doente”, “Vaquinha”, “Margens do Rio Santo Antônio”, “Casa rústica”, entre outras.
Em 1898, apresentou trabalhos no Salão Nobre do Constructor. No mesmo ano, apresentou também as obras "Cabeça" e "Carmem" na Exposição Geral de Belas Artes, conquistando a medalha de ouro de terceira classe na Sociedade Nacional de Belas Artes (SNBA).
Retorna em 1899 com sete pinturas: “Alger”, “De volta”, “O Paraíba”, “Paisagem”, “Poço de Imperador - Paisagem”, “Rua Nassau-Petrópolis” e “Vaca e Bezerro”. Apresenta-se no Salão de 1900, com treze obras: “A procura de parasitas”, “Cabeça de estudo”, “Efeito de neve”, “Marina em Copacabana”, entre outras.
Continuou expondo em 1901, exibindo catorze telas. Algumas delas foram: “Pastel”, “Cavalo Marinheiro”, “Copacabana” e “Igrejinha”. Em 1944, na exposição de Auto-retratos do Museu Nacional de Belas Artes (MNBA) apareceram duas dessas obras, na ocasião nas coleções Álvaro Moscoso e Carlos B. Silva Araújo.
Na exposição “Dezenovevinte - Uma virada no século”(PESP, São Paulo), em 1986, estiveram expostos trabalhos de Parlagreco, reproduzidos no catálogo: “Piteiras” e o seu “Auto-retrato”.
Parlagreco é cobiçado pelo colecionismo aparecendo raramente na leiloaria, como por exemplo no Acervo Galeria de Arte: Cabeça de velho, em 1985; no Leone (37º grande leilão), em 1987, com os quadros “Trecho pitoresco” e “Conversa entre frades” (aquarela sobre papel). Mais recentemente, no leilão da Coleção Onestaldo de Pennafort (Ernani, julho 1988), foram vendidos: “Menino com carneiro” (óleo sobre tela) e “Nápoles” (óleo sobre tela sobre madeira).
Em 1901, ainda expôs no Salão. Após sua morte, o Salão de 1902, exibiu quatro quadros: “Auto-retrato”, “Em demanda do curral”, “Estábulo” e “Vegetação brasileira”.
Em 1912, seu irmão Salvador Parlagreco, em uma mostra póstuma, expôs os últimos trabalhos de Beniamino em São Paulo.
Na exposição "A Paisagem Brasileira", realizada em São Paulo em 1980 pela SOCIARTE, havia um quadro de sua autoria.

## Testemunhos
O pintor, escritor, crítico de arte, caricaturista e professor brasileiro Quirino Campofiorito deixou registrado que:
"É indiscutível a forte sensibilidade com que Parlagreco manejava tintas e cores, estas em tonalidades finamente matizadas, com planimetria regularmente desenvolvida."
O jornalista, professor, político, crítico de arte e autor brasileiro Laudelino Freire considera Beniamino Parlagreco "um artista de merecimento”. O autor, em sua obra "Um século de pintura", após reconhecer que Parlagreco era um artista que possuía um estilo muito avançado, dizia que seus desenhos a bico de pena lembravam os do espanhol Mariano Fortuny, "que no gênero, produziu maravilhas, notadamente orientais." 
Laudelino Freire acrescenta, ainda, sua admiração por Beniamino Parlagreco: "Parlagreco é um artista que, se tivesse tido maior coragem, poderia ter fixado grandes telas, pois técnica não lhe faltava, porém era muito modesto e parecia ter receio de voar alto. Daí a sua obra ser relativamente pequena e toda feita, na maioria, de estudos, o que é de lamentar num homem do talento e valor como o seu." 

## Lista de pinturas
| Imagem | Título                               | Ano de criação | Material utilizado | Coleção                           | Versão audivel |
| ------ | ------------------------------------ | -------------- | ------------------ | --------------------------------- | -------------- |
|        | Estrada na Itália                    | 1890s          | pintura a óleo     |                                   |                |
|        | Vista do General Roca                | 1890           |                    |                                   |                |
|        | Paisagem do Estado do Rio de Janeiro | 1900           | pintura a óleo     | coleção particular                |                |
|        | Na Roça                              |                | pintura a óleo     | Pinacoteca do Estado de São Paulo |                |
|        | Piteiras                             |                | pintura a óleo     | Pinacoteca do Estado de São Paulo |                |